# Спотворення смаку

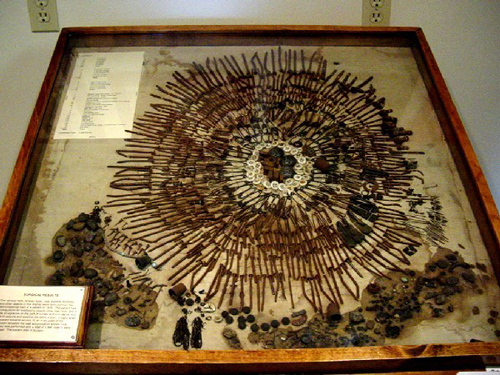
Вміст шлунку психіатричного пацієнта зі спотворенням смаку

Спотворення смаку, піка, пікацизм, або алотріофагія (лат. Pica chlorotica) — потяг або вживання предметів, які зазвичай не призначені для споживання — крейди, паперу, глини, ґрунту, зубного порошку, вугілля, піску, льоду, каміння, скла, металу, а також сирого тіста, фаршу, крупи тощо. Описано ще Гіппократом. Може походити з культурної традиції (наприклад, вживання ампо — делікатесу з чистої глини на островах Центральна Ява та Східна Ява в Індонезії), придбання спотвореного смаку через тривале вживання, або через неврологічні механізми, такі як нестача заліза або хімічний дисбаланс. Сучасною медициною часто розглядається як симптом залізодефіцитної анемії.

## Причини
Спотворення смаку пов'язане з психічними розладами та у них часто є психотичні супутні захворювання. Чинники стресу, такі як материнська депривація, сімейні проблеми, батьківська бездоглядність, вагітність, бідність, також тісно пов'язані з цим явищем.

## Поширеність
Цей розлад частіше спостерігається у дітей і жінок різного віку. Піка найчастіше спостерігається у вагітних жінок, маленьких дітей та людей з вадами розвитку, такими як аутизм.

### У інших тварин
Піка також зустрічається в інших тварин, зокрема таких як собаки та коти. На відміну від людей, піка у собак та кішок може бути ознакою імуноопосередкованої гемолітичної анемії, особливо якщо вона пов'язана з поїданням таких речовин, як плитковий розчин, бетонний пил та пісок. Собак з такою формою піка слід перевірити на анемію за допомогою загального аналізу крові або принаймні рівня гематокриту.
Хоча фахівці висунули кілька гіпотез для пояснення піка у домашніх тварин, існує недостатньо доказів, щоб підтвердити або спростувати будь-яку з них.

## Наслідки
Вживання неїстівних речей може привести до інтоксикації у дітей, що може привести до порушення як фізичного, так і розумового розвитку. Крім того, це може привести до потреби хірургічного втручання через кишкову непрохідність, а також менш помітні симптоми, такі як харчові дефіцити та паразитарні хвороби.
Діти що їдять пофарбовану штукатурку, яка містить свинець, можуть отримати пошкодження головного мозку від отруєння свинцем. Існує аналогічний ризик від вживання в їжу ґрунт поблизу доріг. На додаток до отруєння, є також підвищений ризик шлунково-кишкової непрохідності або розрив шлунку. Інший ризик вживання в їжу ґрунту є поїдання фекалій тварин і супутніх паразитів.